# Маскім 4
Маскім 4 (англ. Musqueam 4) — індіанська резервація в Канаді, у провінції Британська Колумбія, у межах регіонального округу Метро-Ванкувер.

## Населення
За даними перепису 2016 року, індіанська резервація нараховувала 10 осіб. Середня густина населення становила 18,8 осіб/км².

## Клімат
Середня річна температура становить 10,3°C, середня максимальна – 20,7°C, а середня мінімальна – -0,5°C. Середня річна кількість опадів – 1 080 мм.
| Клімат поселення                              | Клімат поселення | Клімат поселення | Клімат поселення | Клімат поселення | Клімат поселення | Клімат поселення | Клімат поселення | Клімат поселення | Клімат поселення | Клімат поселення | Клімат поселення | Клімат поселення | Клімат поселення |
| Показник                                      | Січ.             | Лют.             | Бер.             | Квіт.            | Трав.            | Черв.            | Лип.             | Серп.            | Вер.             | Жовт.            | Лист.            | Груд.            |                  |
| Середній максимум, °C                         | 7,99             | 9,52             | 11,19            | 13,62            | 16,78            | 19,49            | 20,33            | 20,67            | 17,87            | 13,38            | 9,46             | 6,88             |                  |
| Середня температура, °C                       | 3,72             | 5,25             | 6,90             | 9,38             | 12,50            | 15,20            | 17,35            | 17,70            | 14,90            | 10,40            | 6,50             | 3,90             |                  |
| Середній мінімум, °C                          | −0,54            | 0,98             | 2,66             | 5,08             | 8,25             | 10,95            | 14,37            | 14,71            | 11,92            | 7,42             | 3,52             | 0,91             |                  |
| Норма опадів, мм                              | 149              | 108              | 98               | 75               | 60               | 51               | 35               | 37               | 46               | 102              | 167              | 152              |                  |
| Середньомісячна швидкість вітру, м/с          | 3.48             | 3.30             | 3.40             | 3.20             | 3.10             | 3.10             | 3.00             | 2.71             | 2.50             | 2.80             | 3.42             | 3.59             |                  |
| Середньомісячна сонячна радіація, кДж/м²·день | 3081             | 6014             | 10035            | 15145            | 18955            | 20382            | 21469            | 18337            | 13150            | 7088             | 3603             | 2424             |                  |
| --------------------------------------------- | ---------------- | ---------------- | ---------------- | ---------------- | ---------------- | ---------------- | ---------------- | ---------------- | ---------------- | ---------------- | ---------------- | ---------------- | ---------------- |
| Джерело:                                      |                  |                  |                  |                  |                  |                  |                  |                  |                  |                  |                  |                  |                  |